# Łopiennik
Łopiennik este o arie protejată (sit de importanță comunitară — SCI) din Polonia întinsă pe o suprafață de 157,71 ha, integral pe uscat.

## Localizare
Centrul sitului Łopiennik este situat la coordonatele 51°02′04″N 22°59′16″E / 51.0344°N 22.9879°E.

## Înființare
Situl Łopiennik a fost declarat sit de importanță comunitară în octombrie 2009 pentru a proteja 1 specie de plante și 1 specie de animale.

## Biodiversitate
Situată în ecoregiunea continentală, aria protejată conține 1 habitat natural: Păduri de stejar și carpen Galio-Carpinetum.
La baza desemnării sitului se află mai multe specii protejate:
- plante (1): papucul doamnei (Cypripedium calceolus)
- nevertebrate (1): fluturele purpuriu (Lycaena dispar)